# 钱良臣
钱良臣（？—1189年），字文魏，一说字友魏。嘉兴府华亭县（今上海市松江区）人。南宋大臣，宋孝宗时参知政事。

## 生平經歷
宋高宗绍兴二十四年（1154年）钱良臣中进士。宋孝宗淳熙五年（1178年）自给事中担任端明殿学士，签书枢密院事，再任参知政事。钱良臣为人德望端伟，为时论所推重。孝宗询问他时事，他陈奏都能符合皇帝之意。褒扬他说：“如卿真所谓通世务之儒也。”于是书写“通儒”赐给他，又书写“云汉昭回之阁”赐给他。淳熙八年（1181年），罢参知政事。淳熙九年（1182年），转任资政殿学士，奉祀，再以正奉大夫知镇江府，一年后，职事修举。淳熙十二年（1185年），任端明殿学士，改知建康府兼行宫留守，拜资政殿大学士，淳熙十五年（1188年）请罢职，官至宣奉大夫。淳熙十六年（1189年），卒，赠金紫光禄大夫，谥号文惠。

## 逸事

### 避諱鬧笑話
錢良臣有個兒子喜歡讀書，每次讀書見有「良臣」二字，因避諱其爹名字，就改讀為「爹爹」。一次，讀《孟子》中「今之所謂良臣，古之所謂民賊也」一句，便改口道：「今之所謂爹爹，古之所謂民賊也。」一時傳為笑談。